# Christopher Langton

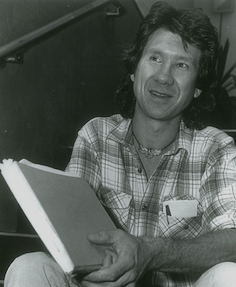
Christopher Langton

Christopher Langton (n. 1948/1949) este un specialist american în computere, cunoscut ca fondatorul conceptului de "viață artificială", termen pe care l-a introdus la sfârșitului anilor 1980, când (mai exact în 1987) a organizat prima expoziție de sisteme de sinteză și de simulare a vieții la Los Alamos National Laboratory.
Este fiul scriitoarei Jane Langton.